# André Puget
André Louis Puget (* 12. Januar 1882 in Paris; † 9. Mai 1915 in Neuville-Saint-Vaast) war ein französischer Fußballspieler.

## Leben
Puget spielte er auf Vereinsebene für Red Star Paris. Er gewann 1907 mit seiner Mannschaft die USFSA-Meisterschaft und stand 1902, 1903, 1908 und 1911 im Finale.
Am 21. April 1907 kam er beim 2:1 der französischen Nationalmannschaft im Freundschaftsspiel gegen Belgien zu seinem einzigen Länderspieleinsatz.
Während des Ersten Weltkriegs diente er im 146. Infanterie-Regiment. Puget fiel am 9. Mai 1915 in Neuville-Saint-Vaast.